# Durgapur
Durgapur este un oraș industrial major și o aglomerație urbană de nivelul II în districtul Paschim Bardhaman din statul indian Bengalul de Vest. Este a patra ca mărime aglomerație urbană după Kolkata, Asansol și Siliguri din Bengalul de Vest și a fost planificată de doi arhitecți americani, Joseph Allen Stein și Benjamin Polk în 1955. Durgapur este singurul oraș din estul Indiei care are un doc uscat. Durgapur a fost supranumit „Ruhrul Indiei”.

## Geografie
Durgapur se află în districtul Paschim Bardhaman din Bengalul de Vest, pe malul râului Damodar, chiar înainte de intrarea acestuia în câmpiile aluviale ale Bengalului. Topografia este ondulată. Zona carboniferă Raniganj se află chiar lângă Durgapur. Zona a fost dens împădurită până în vremuri recente, iar unele fășii din pădurile originale de sal și eucalipt încă pot fi văzute.

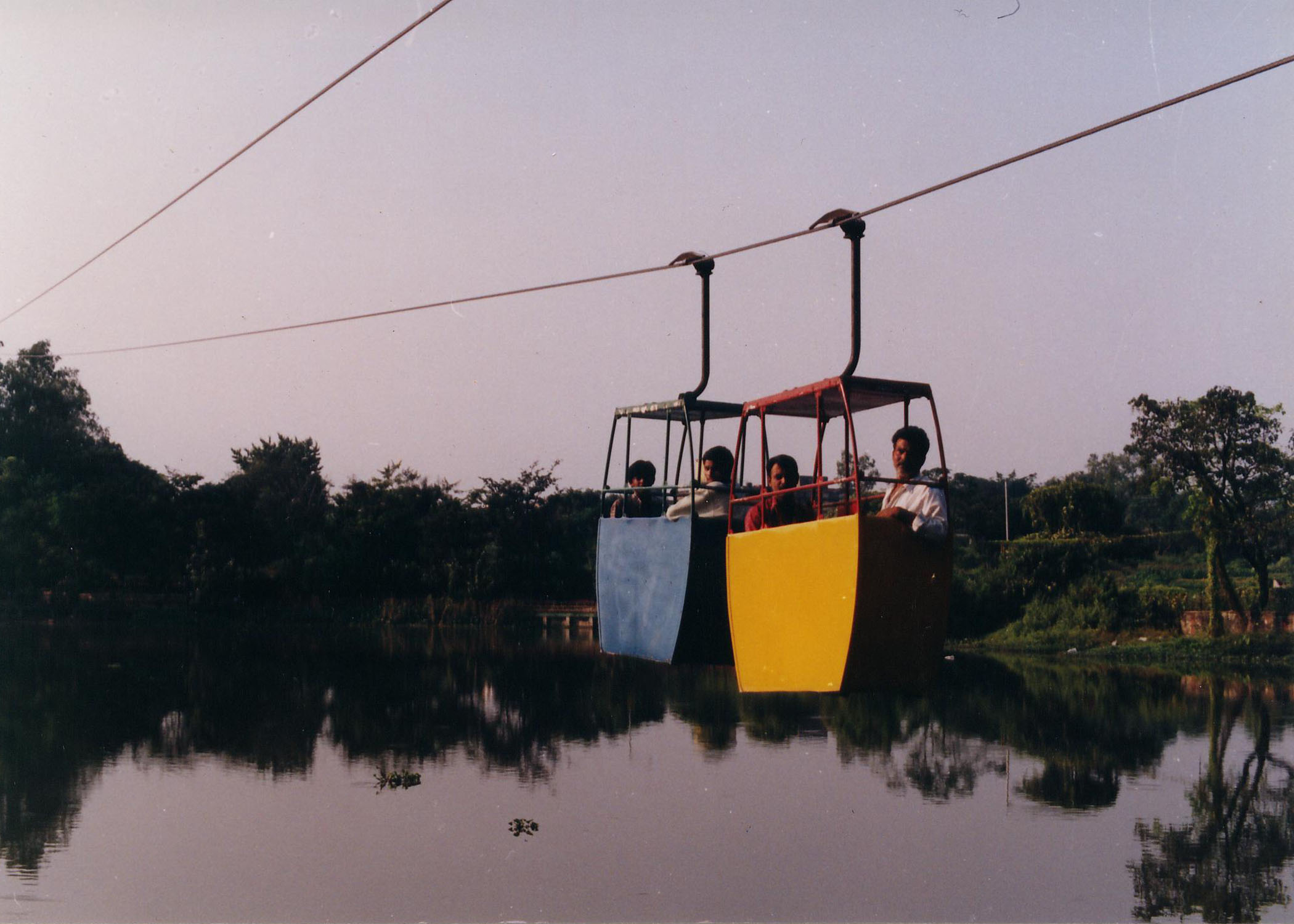
Copiii se bucură de o călătorie în parcul de distracții Anand din centrul orașului Durgapur

## Demografie
La recensământul din 2011 aglomerația urbană Durgapur avea o populație de 581.409, dintre care 301.700 erau bărbați și 279.709 erau femei. Populația 0-6 ani era de 51.930. Rata efectivă de alfabetizare pentru populația de peste 7 ani a fost de 87,70. Aglomerația urbană Durgapur a inclus Durgapur (M. Corp) și 2 orașe de recensământ: Bamunara și Arra.
Conform Recensământului Indiei din 2011 hinduismul este religia predominantă, urmat de islam, creștinism, sikhism, budism, jainism și altele. Din 566.517 de persoane care trăiesc în Durgapur (Corporația Municipală); 519.122 sunt hinduși (91,63%), 35.923 sunt musulmani (6,34%), 1889 sunt creștini (0,36%) și 2346 sunt sikhi (0,44%).

## Economie

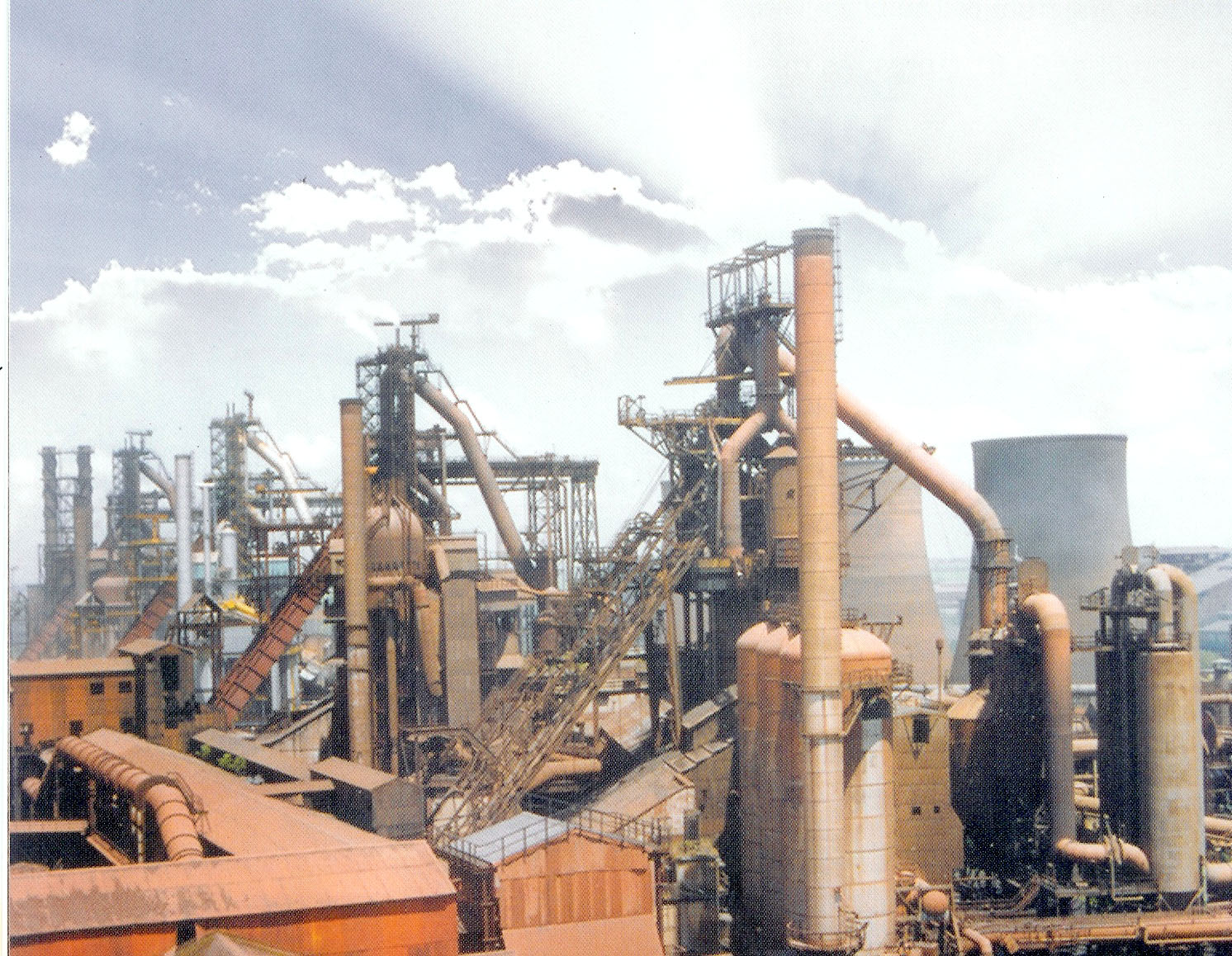
Fabrica de oțel Durgapur

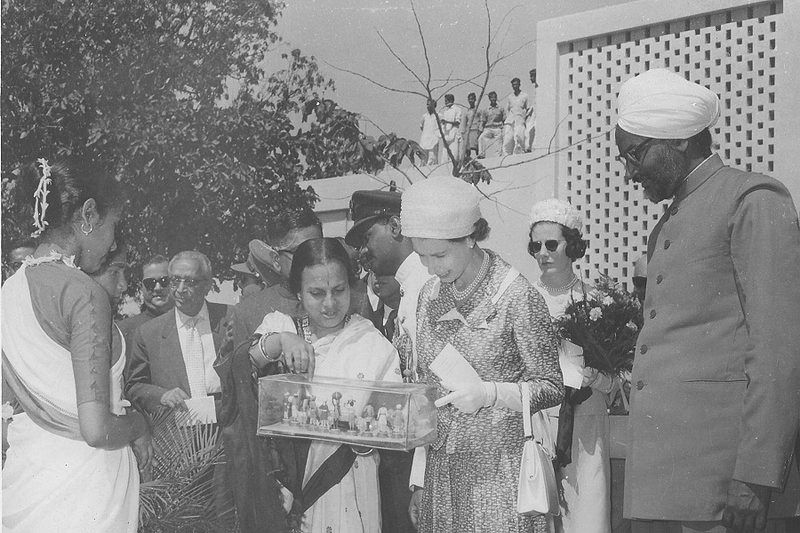
Regina Elisabeta la Durgapur

Durgapur este unul dintre cele mai mari centre industriale din Bengalul de Vest și a fost planificat ca un oraș industrial integrat. Se întinde pe malul râului Damodar și pe zăcămintele de cărbune din Raniganj. Durgapur a fost un vis al fostului prim-ministru al Indiei, Jawaharlal Nehru și al primului ministru al Bengalului de Vest, Bidhan Chandra Roy. Primul proiect din Durgapur a fost Barajul Durgapur al Damodar Valley Corporation, care a atras multe unități din sectorul public. Uyina de Oțel Durgapur a fost prima întreprindere publică înființată în regiune în 1955 cu ajutorul Regatului Unit. În 1965 Hindustan Steel Ltd. a înființat o fabrică de aliaje. Mining and Allied Machinery Corp (MAMC) a fost înființată în 1964 (acum închisă, dar reînviind cu JV a Bharat Earth Movers, Coal India și DVC).  Hindustan Fertilizers Corporation (HFC) era și ea operațională, dar a fost închisă (acum RCF și-a arătat interesul să o redeschidă).
Durgapur este, de asemenea, un centru IT și imobiliar în curs de dezvoltare. Sunt dezvoltate multe zone rezidențiale, cum ar fi Durgapur Township.
Orașul găzduiește un aeroport intern, Aeroportul Kazi Nazrul Islam. Aeroportul are zboruri directe către New Delhi, Mumbai, Chennai, Bangalore și Hyderabad.
O stație a forțelor aeriene la Panagarh (16.3 km de centrul orașului Durgapur), aparținând Forțelor Aeriene Indiene, este folosit ca bază pentru o escadrilă C-130J Hercules.

## Climă
Durgapur are o climă oarecum de tranziție între clima tropicală umedă și uscată din Kolkata și clima subtropicală mai umedă mai la nord. Verile sunt extrem de calde și uscate, durează din martie până la mijlocul lunii iunie, cu temperaturi medii zilnice aproape de 40 °C. Ele sunt urmate de sezonul musonic cu precipitații abundente și temperaturi ceva mai scăzute. Durgapur primește cea mai mare parte a precipitațiilor anuale de aproximativ 1320 mm în acest sezon. Musonul este urmat de o iarnă blândă și uscată din noiembrie până în ianuarie. Temperaturile sunt destul de moderate, cu temperaturi medii zilnice aproape de 16 °C.